# Россен, Роберт
Роберт Россен (англ. Robert Rossen; 16 марта 1908, Манхэттен — 18 февраля 1966, Нью-Йорк) — американский режиссёр, сценарист и продюсер.

## Биография
Родился в семье еврейского раввина, эмигрировавшего из России. Начинал как театральный деятель, занимаясь в основном спектаклями на социальную тематику. В 1937 г. перешёл в кинематограф, в том же году вступил в коммунистическую партию.
В Голливуде сотрудничал с Warner Bros., но самый знаменитый свой фильм — политическую драму «Вся королевскую рать» — снял на Columbia Pictures. К тому времени над коммунистами сгустились тучи, и режиссёр вышел из партии. Это не спасло его от включения в чёрный список Голливуда, из которого Россен выбрался лишь в 1953. После этого он снял ещё несколько фильмов, включая «Мошенника».
Был дважды женат, имел двух дочерей и сына.
Умер в 1966 году. Похоронен на кладбище Уэстчестер-Хиллз в Гастингсе-на-Гудзоне (штат Нью-Йорк).

## Избранная фильмография
- 1939 — Судьба солдата в Америке — сценарист
- 1941 — Морской волк — сценарист
- 1943 — Край тьмы — сценарист
- 1945 — Прогулка под солнцем — сценарист
- 1946 — Странная любовь Марты Айверс — сценарист
- 1947 — Джонни О'Клок — сценарист, режиссёр
- 1947 — Ярость пустыни — сценарист
- 1947 — Тело и душа — режиссёр
- 1949 — Вся королевская рать — режиссёр, продюсер, сценарист
- 1949 — Сыщик — продюсер, сценарист
- 1956 — Александр Великий — режиссёр, сценарист
- 1961 — Мошенник — режиссёр, сценарист
- 1964 — Лилит — режиссёр, продюсер, сценарист

## Награды и номинации
- Премия «Золотой глобус» за лучшую режиссёрскую работу (1949)
- Премия «Оскар» за лучшую режиссуру — 2 номинации (1949, 1961)
- Премия «Оскар» за лучший адаптированный сценарий — 2 номинации (1949, 1961)